# Витцирс-Тиммер, Нетти
Жаннетт Жозефина Мария Витцирс-Тиммер (нидерл. Jeannette Josephina Maria Witziers-Timmer, также известна как Нетти, нидерл. Netti; 22 июля 1923, Амстердам — 25 января 2005, Амстердам) — нидерландская легкоатлетка, чемпионка летних Олимпийских игр 1948 года в эстафете 4×100 метров в составе сборной Нидерландов.

## Биография
Жаннетт Жозефина Мария Тиммер родилась в 1923 году в Амстердаме. Она была членом сборной Нидерландов в эстафетах. В 1944 году нидерландки побили мировой рекорд в эстафете 4×100 ярдов (47,4 с) и эстафете 4×200 метров (1:41). В это время Нидерланды находились под оккупацией нацистской Германии. В том же году Тиммер пережила голодную зиму.
На чемпионате Европы по лёгкой атлетике 1946 года в Осло нидерландки победили в эстафете 4×100 метров. Их тренировал муж одной из участниц сборной Фанни Бланкерс-Кун Ян Бланкерс. На летних Олимпийских играх 1948 года сборная Нидерландов в составе Витцирс-Тиммер, Ксении Стад-де-Йонг, Герды ван дер Каде-Каудейс и Бланкерс-Кун повторили своё достижение с результатом 47,5 с. Все легкоатлетки сборной были замужем и с детьми, что было редкостью в то время.
Витцирс-Тиммер никогда не завоёвывала личных титулов на национальном и международном уровне, в первую очередь из-за доминирования четырёхкратной олимпийской чемпионки Бланкерс-Кун.
Жаннетт Витцирс-Тиммер была удостоена почётного креста Королевской федерации легкой атлетики Нидерландов. Она скончалась в 2005 году в Амстердаме на 82-м году жизни.